# Ґоттлоб Вальц
Ґоттлоб Вальц (нім. Ґоттлоб Вальц, 29 червня 1881, Штутгарт — 1 січня 1943, там же) — німецький стрибун у воду.
Бронзовий медаліст Олімпійських ігор 1908 року.

## Життєпис
На позачергових Олімпійських іграх 1906 року в Афінах Готтлоб Вальц виборов золоту медаль зі стрибків у воду з 10-метрової платформи. При цьому він переміг свого товариша по команді Георга Гофмана, який за два роки до того здобув срібло на Іграх 1904 року в Сент-Луїсі.
Два роки по тому на Олімпіаді в Лондоні він виборов бронзову медаль зі стрибків з 3-мерового трампліна, показавши однаковий результат з Джорджем Гайдзіком зі США, та поступившись товаришам по команді Альберту Цюрнеру та Курту Беренсу.
На національному рівні Вальц був чемпіоном Німеччини зі стрибків з трампліна з 1900 по 1903 рік, а в 1899 році виграв комбінацію стрибків у воду.
Між 1901 і 1903 роками він три роки поспіль був чемпіоном Європи, а в 1908 році став бронзовим призерром.
У 1912 році Вальц опублікував свій підручник «Мистецтво пірнання у слові та образах» (нім. «Die Kunst des Wasserspringens in Wort und Bild»).
Після Першої світової війни він очолив паперову фабрику у Швейцарії.

## Визнання
У 1988 році його було введено до Міжнародної зали слави плавання як піонера стрибків у воду.